# Магуе
Магуе (бірм. မကွေးမြို့) — місто в центральній частині М'янми, адміністративний центр однойменного округу.

## Географія
Місто знаходиться в центральній частині провінції, на лівому березі річки Іраваді, на відстані приблизно 120 кілометрів на захід-північний захід (WNW) від столиці країни Нейп'їдо. Абсолютна висота — 49 метрів над рівнем моря.

### Клімат
Місто знаходиться у зоні, котра характеризується кліматом тропічних саван. Найтепліший місяць — квітень із середньою температурою 30.6 °C (87.1 °F). Найхолодніший місяць — січень, із середньою температурою 22.4 °С (72.3 °F).
| Клімат Магуе            | Клімат Магуе | Клімат Магуе | Клімат Магуе | Клімат Магуе | Клімат Магуе | Клімат Магуе | Клімат Магуе | Клімат Магуе | Клімат Магуе | Клімат Магуе | Клімат Магуе | Клімат Магуе | Клімат Магуе |
| Показник                | Січ.         | Лют.         | Бер.         | Квіт.        | Трав.        | Черв.        | Лип.         | Серп.        | Вер.         | Жовт.        | Лист.        | Груд.        | Рік          |
| Середня температура, °C | 22,4         | 24,1         | 27,7         | 30,6         | 30,5         | 28           | 27,8         | 27,7         | 28,1         | 27,9         | 25,7         | 23,2         | 27           |
| Норма опадів, мм        | 3.8          | 2            | 1.7          | 23.6         | 167.7        | 475.5        | 575.7        | 424.9        | 306.2        | 183.9        | 54.3         | 8.9          | 2228.2       |
| Днів з опадами          | 0,5          | 0,4          | 0,6          | 2,6          | 13           | 21,6         | 23,9         | 24,2         | 18,8         | 10,7         | 4,3          | 0,9          | 121,5        |
| Вологість повітря, %    | 63           | 55.4         | 54.7         | 56.5         | 68.4         | 78.7         | 80.1         | 82.2         | 80           | 78.1         | 73.3         | 68.8         | 69.9         |
| ----------------------- | ------------ | ------------ | ------------ | ------------ | ------------ | ------------ | ------------ | ------------ | ------------ | ------------ | ------------ | ------------ | ------------ |
| Джерело: Weatherbase    |              |              |              |              |              |              |              |              |              |              |              |              |              |

## Населення
За даними офіційного перепису 1983 року, населення складало 54 881 особа.
Динаміка чисельності населення міста по роках:
| 1983  | 1993  | 2013   |
| ----- | ----- | ------ |
| 54881 | 72388 | 120702 |

## Економіка і транспорт
Основу міської економіки становить сільськогосподарське виробництво. На навколишніх полях вирощують рис, кунжут, арахіс і просо. Є підприємства з переробки нафти і тютюну.

Сполучення Магуе з іншими містами здійснюється за допомогою залізничного і автомобільного транспорту. В околицях міста розташований однойменний аеропорт.